# توري آرياس (محطة مترو أنفاق مدريد)
توري آرياس (بالإسبانية: Torre Arias)‏ هي محطة مترو أنفاق في مدريد في إسبانيا، تقع على الخط رقم 5.